# Tambora
A Tambora egy aktív rétegvulkán Indonéziában, Sumbawa sziget középső-északi csücskén, a Sanggar-félszigeten.
1815-re az alatta lévő magmakamra megtelt, a hegy pedig az idő folyamán 4300 méter magasra nőtt. Már 1812 óta zaj hallatszott a vulkánból, és gyakran füstöt eregetett. Végül 1815. április 5-én egy közepes erősségű kitöréssel elkezdődött a több napig tartó kitöréssorozat, amelynek során 80 köbkilométer vulkáni anyag szabadult ki a légkörbe.
A vulkánkitörési indexen hetes szintet ért el, ezzel a legnagyobb kitörés lett a  Taupo i. sz. 181-es kitörése óta.

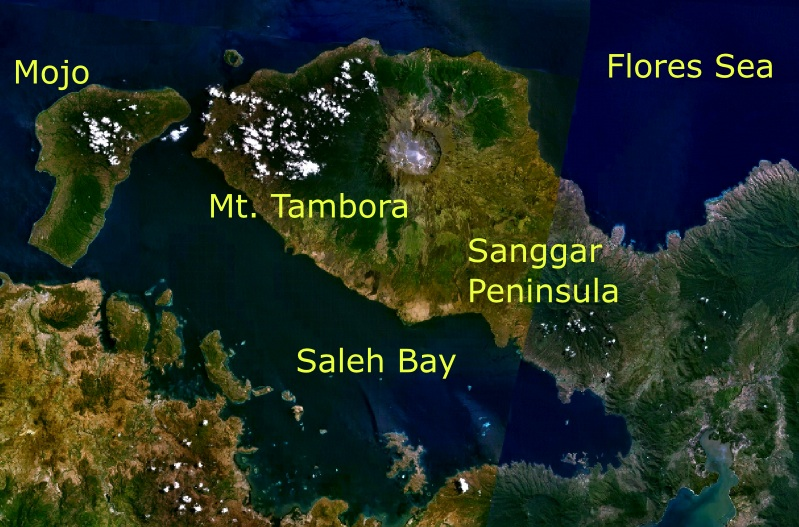
A Tambora műholdképen

A kitöréssorozat során százszor nagyobb mennyiségű vulkáni anyag került a légtérbe, mint a Mount Saint Helens 1980-as kitörésekor. Összesen mintegy 150 milliárd köbméter kőtörmelék, vulkáni hamu, és egyéb anyag szabadult fel. A kitörés mintegy 60 000 ember halálát okozta a területen, de hatása az egész bolygón érezhető volt. A hamu több évig a légtérben maradt, meggátolva, hogy a Nap sugarai elérjék a földfelszínt. Mindez az egyik leghidegebb periódushoz vezetett a már amúgy is elég fagyos kis jégkorszakon belül. A nyár gyakorlatilag megszűnt létezni, a telek szokatlanul hidegek voltak. A jelenség mezőgazdaságra gyakorolt hatása óriási volt, milliók éheztek a Föld minden részén a vulkánkitörés következtében. 1816, a kitörés utáni év úgy vonult be a történelembe, mint „az év, amikor nem volt nyár”.

## Érdekesség
Irodalomkutatók úgy tartják, Mary Wollstonecraft Godwin 1816 nyarán kezdte el írni Frankenstein című regényét, amikor is a rossz idő miatt későbbi férjével, Percy Bysshe Shelley-vel, és barátaikkal (köztük George Byronnal) nem tudták élvezni a svájci nyaralást, és a négy fal közé kényszerültek. Unaloműzőül Byron versenyt ajánlott: kinek a fejéből pattan ki a legijesztőbb rémtörténet. Így született meg a nő képzeletében Frankenstein alakja.